# Холст

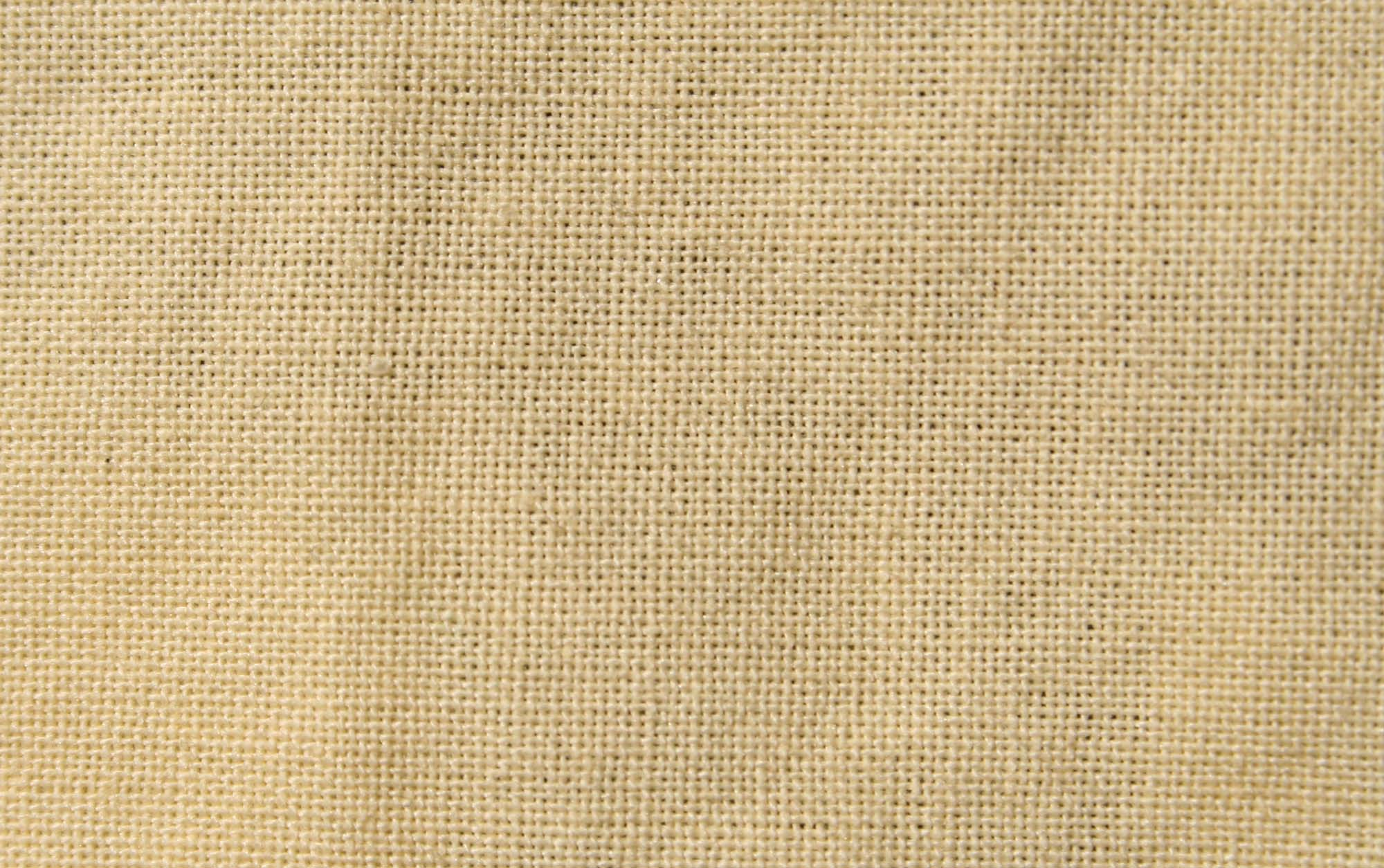
Холст

Холст — натуральная (как правило, льняная), бумажная, синтетическая или комбинированная (смесовая) ткань с полотняным (то есть перпендикулярным с чередованием нахлёстов через одну нить) переплетением пряжи.

## История
Древнегреческий историк Геродот отмечал, что «фракийцы (жители Восточных Балкан) изготовляют из конопли даже одежды, настолько похожие на льняную, что человек, не особенно хорошо разбирающийся, даже не отличит — льняные ли они или из конопли».
В странах Западной Европы холст стал употребляться для живописи с начала XVI века. Впервые холстом стали пользоваться в значительных количествах флорентийские и венецианские живописцы. При этом в Венеции метод живописи клеевыми красками на холсте носил название «немецкого» и был известен с первой половины XIV века. Самые ранние известные картины на тканевой основе — венецианские — написаны на пеньковом холсте грубой выделки. Позднее холст как основа для живописи стал использоваться и художниками северных школ — фламандцами, голландцами, германцами, которые переняли живопись маслом по холсту у итальянцев.
Холст из конопли, имеющий желтоватый цвет, был более распространён в средней полосе в России, где природные условия благоприятствовали для произрастания конопли. Он обычно толще, грубее серебристого льняного холста и имеет более высокую износоустойчивость. Вплоть до XX в. такие холсты в народе изготовлялись разных по качеству сортов: для тонких обрядовых полотенец, праздничной или рабочей одежды. У многих народов России он имел ширину 36-38 см, что определялось возможностями ручного ткачества на домашних станках.
Преимущества холста над деревом как основы для живописи были настолько велики, что в XIX веке реставраторы из музеев Европы стали массово переводить старые картины с деревянной основы на тканевую.
В древнерусском искусстве есть примеры использования холста в качестве основы для небольших, чаще двухсторонних, икон — так называемые «полотенца». В XX веке их принято называть «таблетками». Основа для таблетки обычно состоит из двух склеенных между собой кусочков холста, часто между ними прокладывалась бумага. Затем склеенный холст покрывался с двух сторон толстым слоем грунта.

## Состав
Холст изготавливается из различных тканных материалов, таких как лён, хлопок, джут, полиэстер, а также из смесей вышеназванных материалов. Наиболее долговечным и признанным материалом считается холст из 100 % льна. В свою очередь льняной холст подразделяется на длинноволокнистый и коротковолокнистый (очес).
Холст из длинноволокнистого льна обладает достаточной гибкостью нити, однородной структурой и высокой износоустойчивостью. Длинноволокнистый холст производится в Европе преимущественно на территории Бельгии, Италии и Франции.
Холст из коротковолокнистого льна обладает повышенной ломкостью нити, неоднородной структурой и малой износоустойчивостью. Коротковолокнистый холст производится преимущественно в Белоруссии, России и Китае. Например, так называемый «театральный холст» и «репинский холст» изготавливаются из коротковолокнистого очеса.

## Использование
Изучение и исследование холста, как и других основ для живописи, на предмет способа обработки, которой он подвергся, материала, из которого он изготовлен, и сохранности, в которой он дошел до наших дней, может помочь определить происхождение произведения, время его создания и установить его подлинность.
Перед нанесением красочного слоя холст в обязательном порядке пропитывается желатиновым или ПВА клеем, а также покрывается грунтом (как правило, на основе акрила и диоксида титана, поскольку остальные типы грунтов менее стабильны). Готовый холст натягивается на подрамник или приклеивается на твердую основу (картон, фанеру).